# Friedrich Cramer (Chemiker)
Friedrich Cramer (* 20. September 1923 in Breslau; † 24. Juni 2003; von Kollegen häufig Fritz Cramer genannt) war ein deutscher Chemiker und Genforscher.

## Studium und Beruf
Nach einer Kriegsverwundung im Oktober 1942 in Russland studierte Friedrich Cramer Chemie, zuerst an der Universität Breslau, dann von 1944 bis 1949 an der Universität Heidelberg. Dort wurde  er 1949 bei Karl Freudenberg  über das Thema Cyclodextrine zum Dr. rer. nat. promoviert. Im Jahr 1953 habilitierte sich Cramer mit einer Schrift zum selben Themenbereich. Im gleichen Jahr arbeitete er an der Universität Cambridge bei James Watson und Francis Crick, den Entdeckern der Doppelhelixstruktur der DNA. Über die Tätigkeit in England berichtete er 1954 an der Universität Heidelberg in einem ersten deutschen Vortrag über die Chemie der Vererbung (Biologie).
Von 1954 bis 1959 war Friedrich Cramer in Heidelberg in dem noch jungen Gebiet der Genforschung tätig. Danach folgte er einem Ruf auf einen Lehrstuhl für Organische Chemie an die Technische Hochschule Darmstadt. Von 1962 bis 1991 forschte Cramer als Direktor am Max-Planck-Institut für experimentelle Medizin in Göttingen.

## Ehrungen
- 1977: Mitglied der Braunschweigischen Wissenschaftlichen Gesellschaft
- 1981: Korrespondierendes Mitglied der Heidelberger Akademie der Wissenschaften
- 1981: Ordentliches Mitglied der Göttinger Akademie der Wissenschaften[2]
- 1990: Karl-Vossler-Preis[3] für wissenschaftliche Darstellungen von literarischem Rang. (Literaturpreis Freistaat Bayern)
- Nicolaus Copernicus Medaille der Polnischen Akademie der Wissenschaften

## Schriften

### Bücher
- Papierchromatographie. Verlag Chemie, Weinheim 1953.
- Einschlußverbindungen. Springer, Berlin 1954.
- Fortschritt durch Verzicht. Ist das biologische Wesen Mensch seiner Zukunft gewachsen? Nymphenburger, München 1975.
- Chaos und Ordnung. Die komplexe Struktur des Lebendigen. Deutsche Verlags-Anstalt, Stuttgart 1988.
- Amazonas. Novelle. Insel, Frankfurt am Main 1991.
- Erkennen als geistiger und molekularer Prozess (Hrsg.), VCH, Weinheim, 1991, ISBN 978-3-527-27886-2.
- mit Wolfgang Kaempfer: Die Natur der Schönheit. Insel, Frankfurt am Main 1992.
- Der Zeitbaum. Grundlegung einer allgemeinen Zeittheorie. Insel, Frankfurt am Main 1993.
- Spiel der Synapsen. Gedichte und Prosa. Insel, Frankfurt am Main 1994.
- Gratwanderungen. Das Chaos der Künste und die Ordnung der Zeit. Suhrkamp, Frankfurt am Main 1995.
- Kindheit, Jugend und Krieg – Erinnerungen. Insel-Verlag, Frankfurt am Main 1995.
- Symphonie des Lebendigen. Versuch einer allgemeinen Resonanztheorie. Insel, Frankfurt am Main 1996.
- Wie Hiob leben. Erinnerungen. Deutsche Verlags-Anstalt, Stuttgart 1999.

### Aufsätze (Auswahl)
- Gibt es eine postmoderne Naturwissenschaft? In: Peter Koslowski, Richard Schenk (Hrsg.): Ambivalenz – Ambiguität – Postmodernität. Begrenzt Eindeutiges Denken. Frommann-Holzboog, Stuttgart 2004.
- Ist Gott ein Mathematiker? Friedrich Cramer im Gespräch mit Kurt Darsow. In: Insel-Almanach auf das Jahr 1994. Insel, Frankfurt am Main/Leipzig 1993.